# Verneuil-sur-Avre
Verneuil-sur-Avre foi uma antiga comuna francesa na região administrativa da Normandia, no departamento de Eure. Estendia-se por uma área de 31,91 km². Em 2010 a comuna tinha 8 239 habitantes (densidade: 258,2 hab./km²).
Em 1 de janeiro de 2017, passou a formar parte da nova comuna de Verneuil d'Avre et d'Iton.